# Mordellistena fallaciosa
Mordellistena fallaciosa is een keversoort uit de familie spartelkevers (Mordellidae). De wetenschappelijke naam van de soort is voor het eerst geldig gepubliceerd in 1970 door Ermisch.